# Aknajärv
Aknajärv je jezero u Estoniji.